# Pine Island
Pine Island es un lugar designado por el censo ubicado en el condado de Hernando en el estado estadounidense de Florida. En el Censo de 2010 tenía una población de 64 habitantes y una densidad poblacional de 316,8 personas por km².

## Geografía
Pine Island se encuentra ubicado en las coordenadas 28°34′21″N 82°39′17″O / 28.57250, -82.65472. Según la Oficina del Censo de los Estados Unidos, Pine Island tiene una superficie total de 0.2 km², de la cual 0.17 km² corresponden a tierra firme y (17.95%) 0.04 km² es agua.

## Demografía
Según el censo de 2010, había 64 personas residiendo en Pine Island. La densidad de población era de 316,8 hab./km². De los 64 habitantes, Pine Island estaba compuesto por el 96.88% blancos, el 3.13% eran afroamericanos, el 0% eran amerindios, el 0% eran asiáticos, el 0% eran isleños del Pacífico, el 0% eran de otras razas y el 0% pertenecían a dos o más razas. Del total de la población el 0% eran hispanos o latinos de cualquier raza.